# СУ-100
СУ-100 је совјетски ловац тенкова коришћен искључиво у последњој години Другог светског рата тј. 1944. и 1945. години. После рата је извожен у друге савезничке земље Совјетског Савеза.
Прва борбена употреба СУ-100 је одржана у јануару 1945. године, а касније СУ-100 се користи у великом броју операција у Великом отаџбинском рату и Совјетско-јапанском рату, али генерално оперативна употреба је ограничена. После рата, СУ-100 је унапређен и неколико пута током неколико деценија је остао у служби и совјетске армије. СУ-100 се такође испоручује са савезницима Совјетског Савеза ангажованих у низу послератних локалних сукоба, укључујући најактивније - у арапско-израелским ратовима. До краја 20. века, СУ-100 је уклоњен из службе у већини земаља је користите, али, ипак, код неких као нпр. у Вијетнаму и Северној Кореји до 2007, још увек је био у служби.

## Развој
Прва генерација ловца тенкова СУ био је ловац тенкова СУ-85. Био је направљен на шасији тенка Т-34 и СУ-122, а кренуо је да се производњи 1943. године. Имао је топ Д-5С калибра 85 mm, који је дозвољавао СУ-85 да оштети или уништи непријатељски тенк на раздаљини већој од једног километра, док је на малој раздаљини могао лако да пробије предњи оклоп тешких тенкова. Међутим, у првим месецима, СУ-85 се није добро показао у борби са непријатељским тенком Тигар и Пантер, који су имали знатну предност у заштити (оклопу) и брзини пуњења, као и ефикасне радио системе који су им омогућавали да пуцају са велике даљине.
Дана 29. августа 1943, наређено је да се крене са бржим прављењем ефикаснијих ловца тенкова. По наређењу које је извршено средином октобра, у Уралмаш заводу је био велики број СУ-а базираних на тенку Т-34 и било је планирано да 122 mm Д-25 топ буде постављен на СУ-85. Каснија истраживања овог пројекта су показала да би после тих промена маса тенка била увећана за 2,5 тоне и да би се смањио број граната у СУ-85 као и да би пала брзина пуњења због тежине гранате. Највећи проблем овог пројекта је било да уколико се се 122 mm Д-25 топ или 152 mm Д-15 хаубица постави на СУ-85, тенковске гусенице не би издржале и дошло би до смањене брзине тј. смањене мобилности тенка, тако да су ти топови одређени да се монтирају на тешке тенкове и самоходне топове. Совјетски инжењери дошли су до идеје да повећају масу и оклоп тенка и да му поставе један од та два тежа топа и тај се прототип називао СУ-А-15.

### Прототипа
Почетком новембру 1943, Уралмаш завод и Техуправилнием ИЕЦ-ови прорачуни су показивали да је најефектније да се калибар топа промени у 100-107 mm.
У покушају да крену са производњом ловца тенкова са топом од 107 mm, као топ тенка М-60, чија је производња била отказана 1941. године, одлучено је да се конструишу нови тенкови и самоходни топови базирани са балистичким топом Б-34, који је 11. новембра издао одговарајући редослед од ИЕЦ-а.

## Производња
| 'Производња СУ-100 по месецима |      |      |      |      |      |      |      |      |      |      |      |      |      |      |      |      |      |      |      |        |
| Година / месец                 | 1944 | 1944 | 1944 | 1944 | 1945 | 1945 | 1945 | 1945 | 1945 | 1945 | 1945 | 1945 | 1945 | 1945 | 1945 | 1945 | 1946 | 1946 | 1946 | Укупно |
| Година / месец                 | 9    | 10   | 11   | 12   | 1    | 2    | 3    | 4    | 5    | 6    | 7    | 8    | 9    | 10   | 11   | 12   | 1    | 2    | 3    | Укупно |
| број СУ-100 по месецима        | 40   | 90   | 150  | 220  | 210  | 215  | 211  | 214  | 210  | 210  | 200  | 200  | 165  | 160  | 140  | 150  | 50   | 100  | 102  | 3037   |